# Anton Mylläri
Olof Anton Mylläri, född 27 februari 1991 i Västerås, är en svensk ishockeyspelare som spelar för moderklubben Västerås IK i Hockeyallsvenskan. Mylläri inledde karriären med moderklubben och spelade i den fram till och med säsongen 2009/10 innan han lämnade för spel med IK Oskarshamn i Hockeyallsvenskan. De efterföljande fyra säsongerna tillbringade han främst i Hockeyettan då han spelade två säsonger vardera med Kristianstads IK och Helsingborgs HC. Han avslutade säsongen 2014/15 med Frederikshavn White Hawks i Superisligaen, som han tog danskt brons med.
2015 återvände han för två säsonger med Västerås, innan han gjorde SHL-debut med Malmö Redhawks under säsongen 2017/18. I maj 2019 anslöt Mylläri till Linköping HC, innan han lämnade klubben i februari 2020 för att avsluta säsongen med Djurgårdens IF. Efter en kort återkomst till Västerås IK i början av 2020/21, avslutade Mylläri säsongen med den österrikiska klubben Graz 99ers i ICEHL. Säsongen 2021/22 spelade Mylläri för Brynäs IF i SHL. Därefter signerade han ett avtal med den finska klubben Pelicans i Liiga i september 2022. Efter en och en halv säsong med Pelicans anslöt Mylläri åter till Oskarshamn i SHL i december 2023, vilka degraderades till Hockeyallsvenskan i slutet av säsongen. Han vände därefter tillbaka till Finland och spelade en säsong med HPK innan han i augusti 2025 återvände till Västerås IK.
Mylläris far är Leo Mylläri, tidigare förbundskapten för svenska brottningslandslaget. Han har också en äldre bror, Jakob, som också spelade ishockey.

## Karriär

### Klubblag

#### 2007–2015: Början av karriären
Mylläri påbörjade sin ishockeykarriär med moderklubben Västerås IK. Han fick sina första rubriker i samband med TV-pucken 2007, då han valdes till turneringens bästa back och fick ta emot Lill-Strimmas stipendium. Samma säsong blev han också ordinarie i klubbens J20-lag och spelade 29 matcher med och mot spelare som nästan alla var tre-fyra år äldre. Säsongen 2007/08 fortsatte han att spela med Västerås J20-lag och gjorde från sin backplats 22 poäng (tolv mål, tio assist) på 38 matcher. Denna säsong, den 24 oktober 2007, gjorde han också debut med seniorlaget i Hockeyallsvenskan. Totalt spelade han sju grundseriematcher i Hockeyallsvenskan. Han fick sedan chansen i Kvalserien till Elitserien i ishockey 2008 där han spelade ytterligare sju matcher för Västerås. Mylläri spelade därefter i ytterligare två säsonger för Västerås, där han varvade spel i Hockeyallsvenskan med spel för klubbens J20-lag. Säsongen 2009/10 blev han under fyra matcher utlånad till Enköpings SK i Hockeyettan, där han producerade ett mål och två assistpoäng.
Den 23 april 2010 meddelades det att Mylläri lämnat Västerås då han skrivit ett tvåårsavtal med IK Oskarshamn. I säsongens sjätte omgång, den 1 oktober 2010, gjorde Mylläri sina två första mål i Hockeyallsvenskan, på Sebastian Idoff, då Oskarshamn besegrade IF Troja-Ljungby med 4–1. Han fick sedan en stor del av säsongen förstörd på grund av en skada och spelade endast 19 grundseriematcher, där han noterades för tre mål och tre assist.
Trots att Mylläri hade ett år kvar på avtalet med Oskarshamn lämnade han klubben för spel med Kristianstads IK i Hockeyettan. Kristianstad bekräftade att man skrivit ett ettårsavtal med Mylläri den 30 juni 2011. Efter en säsong i klubben förlängde han sitt avtal med klubben med ytterligare en säsong den 26 juni 2012. Efter två säsonger med Kristianstad, lämnade han klubben och spelade under de två efterföljande säsongerna för Helsingborgs HC. Säsongen 2014/15 var Mylläris dittills bästa poängmässigt då han på 27 grundseriematcher noterades för 18 poäng (5 mål, 13 assist). Under denna säsong var han en av Helsingborgs assisterande lagkaptener. I slutet av januari 2015 lämnade han klubben för att avsluta säsongen med den danska klubben Frederikshavn White Hawks i Metal Ligaen. I slutspelet slogs laget ut av SønderjyskE ishockey som senare kom att vinna guld. I matchserien om bronset vann sedan Fredrikshavn med 2–1 i matcher mot Herning Blue Fox.

#### 2015–2022: Etablering i Hockeyallsvenskan och SHL
I maj 2015 meddelade Västerås IK att Mylläri anslutit till klubben på ett try out-kontrakt. Han erbjöds därefter en förlängning av avtalet. Efter att ha spelat 36 matcher av grundserien säsongen 2015/16 ådrog sig Mylläri en knäskada som gjorde att han missade resterande del av säsongen. Den 15 februari 2016 förlängde han sitt avtal med Västerås med ytterligare en säsong. Den efterföljande säsongen stod Mylläri för sin poängmässigt bästa säsong i Hockeyallsvenskan och vann den interna poängligan bland backarna i laget. På 48 matcher stod han för 16 poäng (fyra mål, tolv assist). Västerås slutade dock näst sist i grundserietabellen och degraderades kort därefter till Hockeyettan. 
Efter att Västerås degraderats från Hockeyallsvenskan presenterades Mylläri som ett av SHL-klubben Malmö Redhawks nyförvärv den 22 maj 2017. Den 16 september samma år gjorde han SHL-debut och i grundseriens andra omgång, den 21 september, gjorde han sitt första mål i ligan, på Joacim Eriksson, i en 4–3-förlust mot Djurgårdens IF. Mylläri spelade samtliga 52 matcher av grundserien och noterades för elva  poäng, varav tre mål. I SM-slutspelet ställdes laget mot Frölunda HC i kvartsfinal. I seriens tredje match tacklade Mylläri motståndaren Ryan Lasch och stängdes därefter av i tre matcher. Laget lyckades avancera till semifinal, där man slogs ut av Växjö Lakers HC med 4–0 i matcher. På sju slutspelsmatcher stod Mylläri för en assistpoäng. Sedan tidigare, den 7 februari 2018, hade Mylläri förlängt sitt kontrakt med Malmö med ytterligare en säsong. Säsongen därpå ådrog sig Mylläri flera skador, vilket gjorde att han missade ett antal matcher av grundserien. Totalt noterades han för tio poäng på 37 matcher. Malmö slutade på sjätte plats i grundserien och slogs sedan ut i kvartsfinalserien av Frölunda HC med 4–1 i matcher.
Den 3 maj 2019 bekräftades det att Mylläri skrivit ett tvåårsavtal med Linköping HC. Efter att ha spelat 37 grundseriematcher för Linköping meddelades det den 6 februari 2020 att klubben lånat ut Mylläri till seriekonkurrenten Djurgårdens IF för återstoden av säsongen, samt att man brutit avtalet för nästkommande säsong. Mylläri spelade tio grundseriematcher för Djurgården där han noterades för ett mål. I oktober 2020 bekräftades det av Västerås IK att man skrivit ett korttidsavtal med Mylläri fram till och med november 2020. Mylläri spelade 13 matcher för klubben innan han lämnade den för att spela återstoden av säsongen för Graz 99ers i ICEHL.
Den 2 augusti 2021 meddelade Brynäs IF att man skrivit ett try out-avtal med Mylläri. Månaden därpå bekräftades det att man förlängt avtalet för resten av säsongen. Under säsongen var han den i laget som ådrog sig flest utvisningsminuter (43) och på totalt 53 matcher i klubben noterades han för tre assistpoäng.

#### Från 2022: Liiga, IK Oskarshamn och återkomst till Västerås
Den 7 september 2022 stod det klart att Mylläri skrivit ett ettårsavtal med den finska klubben Pelicans i Liiga. En vecka senare gjorde han debut i Liiga i en match mot Kärpät. Den 12 oktober samma år gjorde han sitt första mål i serien, på Niclas Westerholm, i en 4–1-seger mot Saimaan Pallo. Pelicans slutade på fjärde plats i grundserien, där Mylläri stod för 15 poäng på 58 matcher (fyra mål, elva assist). Laget tog sig till final i det efterföljande slutspelet genom att slå ut Kalevan Pallo (4–3) och Ilves (4–2) i kvarts- respektive semifinal. I finalserien föll laget mot Tappara med 4–1 i matcher och Mylläri tilldelades därmed ett finskt silver. På 15 slutspelsmatcher noterades Mylläri för ett mål och två assist. Efter att ha stått kontraktslös i inledningen av säsongen 2023/24 meddelades det den 2 oktober 2023 att Mylläri förlängt sitt avtal med Pelicans med ytterligare en säsong. I december samma år bröts avtalet och det stod klart att Mylläri skrivit ett kontrakt med IK Oskarshamn för återstoden av säsongen. Han spelade totalt 27 grundseriematcher där han stod för två mål och sex assist. Oskarshamn slutade sist i grundserietabellen och ställdes mot HV71 i play out-serien. Klubben degraderades till Hockeyallsvenskan efter att ha förlorat den sjunde och avgörande matchen med 5–0.
Den 12 september 2024 bekräftades det att Mylläri återvänt till Liiga då han skrivit ett ettårsavtal med HPK. Han spelade 54 grundseriematcher för HPK där han noterades för 13 poäng, varav tre mål. Laget slutade på tionde plats och slogs sedan ut omgående i slutspelet av Ässät med 3–0 i matcher.
Den 11 augusti 2025 meddelades det att Mylläri gjort klart för en fjärde sejour i moderklubben Västerås IK då han skrivit ett tvåårskontrakt med klubben.

### Landslag
Mylläri blev en viktig kugge i det J18-landslag som vann Ivan Hlinkas minnesturnering 2007 varpå Småkronorna blev första européer att titulera sig hockeyvärldens bästa 18-åringar. Året därpå blev han uttagen att spela U18-VM i Ryssland. Sverige vann samtliga matcher i gruppspelsrundan men föll sedan med 2–3 mot Kanada i semifinal. Sverige förlorade också i den efterföljande bronsmatchen mot USA, med 3–6. På sex matcher gick Mylläri poänglös.

## Statistik

### Klubblag
| 2007–08    | Västerås IK               | HA            | 7   | 0 | 0  | 0  | 0   | 7  | 0 | 0 | 0 | 0  |
| 2008–09    | Västerås IK               | HA            | 24  | 0 | 5  | 5  | 6   | 5  | 0 | 0 | 0 | 0  |
| 2009–10    | Västerås IK               | HA            | 6   | 0 | 0  | 0  | 0   | —  | — | — | — | —  |
| 2009–10    | Enköpings SK              | Div. 1        | 4   | 1 | 2  | 3  | 2   | —  | — | — | — | —  |
| 2010–11    | IK Oskarshamn             | HA            | 19  | 3 | 3  | 6  | 14  | —  | — | — | — | —  |
| 2011–12    | Kristianstads IK          | Div. 1        | 36  | 4 | 6  | 10 | 10  | —  | — | — | — | —  |
| 2012–13    | Kristianstads IK          | Div. 1        | 44  | 3 | 10 | 13 | 65  | —  | — | — | — | —  |
| 2013–14    | Helsingborgs HC           | Div. 1        | 42  | 3 | 12 | 15 | 71  | —  | — | — | — | —  |
| 2014–15    | Helsingborgs HC           | Div. 1        | 27  | 5 | 13 | 18 | 53  | —  | — | — | — | —  |
| 2014–15    | Frederikshavn White Hawks | Superisligaen | 5   | 0 | 0  | 0  | 0   | 12 | 1 | 3 | 4 | 2  |
| 2015–16    | Västerås IK               | HA            | 36  | 2 | 10 | 12 | 24  | —  | — | — | — | —  |
| 2016–17    | Västerås IK               | HA            | 48  | 4 | 12 | 16 | 32  | 10 | 1 | 4 | 5 | 14 |
| 2017–18    | Malmö Redhawks            | SHL           | 52  | 3 | 8  | 11 | 32  | 7  | 0 | 1 | 1 | 4  |
| 2018–19    | Malmö Redhawks            | SHL           | 37  | 0 | 10 | 10 | 18  | 5  | 0 | 1 | 1 | 4  |
| 2019–20    | Linköping HC              | SHL           | 37  | 0 | 3  | 3  | 24  | —  | — | — | — | —  |
| 2019–20    | Djurgårdens IF            | SHL           | 10  | 1 | 0  | 1  | 4   | —  | — | — | — | —  |
| 2020–21    | Västerås IK               | HA            | 13  | 1 | 3  | 4  | 8   | —  | — | — | — | —  |
| 2020–21    | Graz 99ers                | ICEHL         | 29  | 6 | 4  | 10 | 10  | —  | — | — | — | —  |
| 2021–22    | Brynäs IF                 | SHL           | 51  | 0 | 3  | 3  | 43  | 2  | 0 | 0 | 0 | 0  |
| 2022–23    | Pelicans                  | Liiga         | 58  | 4 | 11 | 15 | 26  | 15 | 1 | 2 | 3 | 31 |
| 2023–24    | Pelicans                  | Liiga         | 22  | 3 | 4  | 7  | 35  | —  | — | — | — | —  |
| 2023–24    | IK Oskarshamn             | SHL           | 27  | 2 | 6  | 8  | 38  | 5  | 0 | 0 | 0 | 4  |
| 2024–25    | HPK                       | Liiga         | 54  | 3 | 10 | 13 | 12  | 3  | 0 | 0 | 0 | 2  |
| SHL totalt | SHL totalt                | SHL totalt    | 214 | 6 | 30 | 36 | 159 | 14 | 0 | 2 | 2 | 8  |

### Internationellt
| År            | Lag           | Turnering     | Matcher | Mål | Assists | Poäng | Utv. |
| ------------- | ------------- | ------------- | ------- | --- | ------- | ----- | ---- |
| 2008          | Sverige       | U18-VM        | 6       | 0   | 0       | 0     | 33   |
| Junior totalt | Junior totalt | Junior totalt | 6       | 0   | 0       | 0     | 33   |